# Corselete
El corselete es una prenda interior femenina con un armazón de ballenas que se vestía rodeando el talle. El amarre se producía en la espalda por medio de cordones con los que se tensaban a la presión deseada. El corselete se utilizaba por motivos estéticos afinando la figura de la mujer al realzar el busto y estrechar la cintura. 
Actualmente, ya no se utiliza de forma regular por las mujeres pero sí en ocasiones especiales como junto al traje de novia o como prenda de lencería sexy. También puede usarse por razones médicas a modo de faja para corregir la posición de la espalda. 